# Malleola ligulata
Malleola ligulata är en orkidéart som först beskrevs av Johannes Jacobus Smith, och fick sitt nu gällande namn av Johannes Jacobus Smith. Malleola ligulata ingår i släktet Malleola och familjen orkidéer. Inga underarter finns listade i Catalogue of Life.